# Mauricio Kagel
Mauricio Raúl Kagel (španělská výslovnost [mauˈɾisjo ˈkaɣel]; 24. prosince 1931 – 18. září 2008) byl argentinsko-německý hudební skladatel, filmový režisér a hudební pedagog, pocházející z aškenázské židovské rodiny, která uprchla před bolševiky z Ruska do Jižní Ameriky ve 20. letech 20. století. V Buenos Aires studoval hudbu, literární vědu a filozofii. Roku 1957 přesídlil do Německa, kde se trvale usadil. Zejména významné byly jeho pokusy o propojení hudby a jevištního projevu v duchu absurdního dramatu; v tomto směru nejznámější Kagelovo dílo je „balet pro netanečníky“ Staatstheater (Státní divadlo, 1970). Kagel je také režisérem černobílého filmu Ludwig van: ein Bericht (Ludwig van: zpráva, 1969), filmové úvahy nad recepcí Beethovenova díla.